# Wadsworth (Illinois)
Wadsworth é uma vila localizada no estado americano de Illinois, no Condado de Lake.

## Demografia
Segundo o censo americano de 2000, a sua população era de 3083 habitantes.
Em 2006, foi estimada uma população de 3678, um aumento de 595 (19.3%).

## Geografia
De acordo com o United States Census Bureau tem uma área de 22,8 km², dos quais 22,7 km² cobertos por terra e 0,1 km² cobertos por água. Wadsworth localiza-se a aproximadamente 244 m acima do nível do mar.

## Localidades na vizinhança
O diagrama seguinte representa as localidades num raio de 8 km ao redor de Wadsworth.